# Alamada, Cotabato

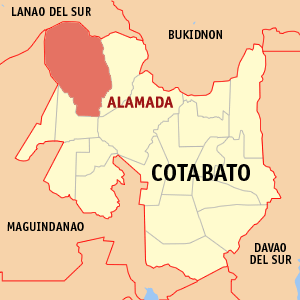
Bản đồ của Cotabato với vị trí của Alamada

Alamada là một đô thị hạng 2 ở tỉnh Cotabato, Philippines. Theo điều tra dân số năm 2000, đô thị này có dân số 44.303 người trong 8.412 hộ.

## Các đơn vị hành chính
Alamada được chia thành 18 barangay.
| - Bao - Barangiran - Camansi - Dado - Saraco - Guiling - Kitacubong (Pob.) - Macabasa - Malitubog - Mapurok | - Pacao - Paruayan - Pigcawaran - Polayagan - Rangayen - Lower Dado - Mirasol - Raradangan |